# Juan Izquierdo (Fußballspieler, 1997)
Juan Manuel Izquierdo Viana (* 6. Juli 1997 in Montevideo, Uruguay; † 27. August 2024 in São Paulo, Brasilien) war ein uruguayischer Fußballspieler.

## Karriere
Izquierdo begann seine Profikarriere 2017 in seiner Heimatstadt beim Club Atlético Cerro aus dem Stadtviertel Villa del Cerro, für den er ab 2018 kumuliert 24 Ligaspiele absolvierte und dabei ein Tor erzielte. Danach wechselte er innerhalb der uruguayischen Hauptstadt erst zu Peñarol Montevideo und dann zu Montevideo Wanderers. Anschließend folgte ein Auslandseinsatz in der obersten mexikanischen Liga bei Atlético San Luis aus San Luis Potosí, der Hauptstadt des gleichnamigen Bundesstaates.
Während seiner ersten Vertragslaufzeit bei Nacional Montevideo absolvierte er in deren Meisterschaftsjahr 2022 aufgrund einer Ermüdungsfraktur des Schienbeins lediglich eine Ligapartie und zwei im Pokal, bei denen er es summiert auf 139 Minuten Spielzeit brachte. Der liga- wie stadtinterne Wechsel zu Liverpool Montevideo eine weitere Meisterschaft sowie den Sieg im uruguayischen Supercup. Zum Titel trug Izquierdo mit 31 Einsätzen sowie drei Toren in der Liga bei. Danach kehrte er zu Nacional zurück.

## Tod
Am 22. August 2024 wurde Izquierdo in der zweiten Hälfte des Rückspiels gegen FC São Paulo im Rahmen der Copa Libertadores gegen den uruguayischen Nationalspieler Sebastián Coates eingewechselt. In der 84. Minute brach er ohne Fremdeinwirkung zusammen und wurde in das örtliche Krankenhaus Hospital Israelita Albert Einstein gebracht. Dort erlag er fünf Tage später seinen Herzrhythmusstörungen. Mit seiner Frau hatte er zwei Söhne, von denen der jüngere im August 2024 auf die Welt kam.

## Erfolge
Nacional Montevideo
- Uruguayischer Meister: 2022

Liverpool Montevideo
- Uruguayischer Meister: 2023
- Uruguayischer Supercup: 2023